# Молоток обивщика
Молоток обивщика (мебельный молоток) — лёгкий молоток, предназначенный для забивания небольших гвоздей и крепления обивочной ткани к каркасу мебели.

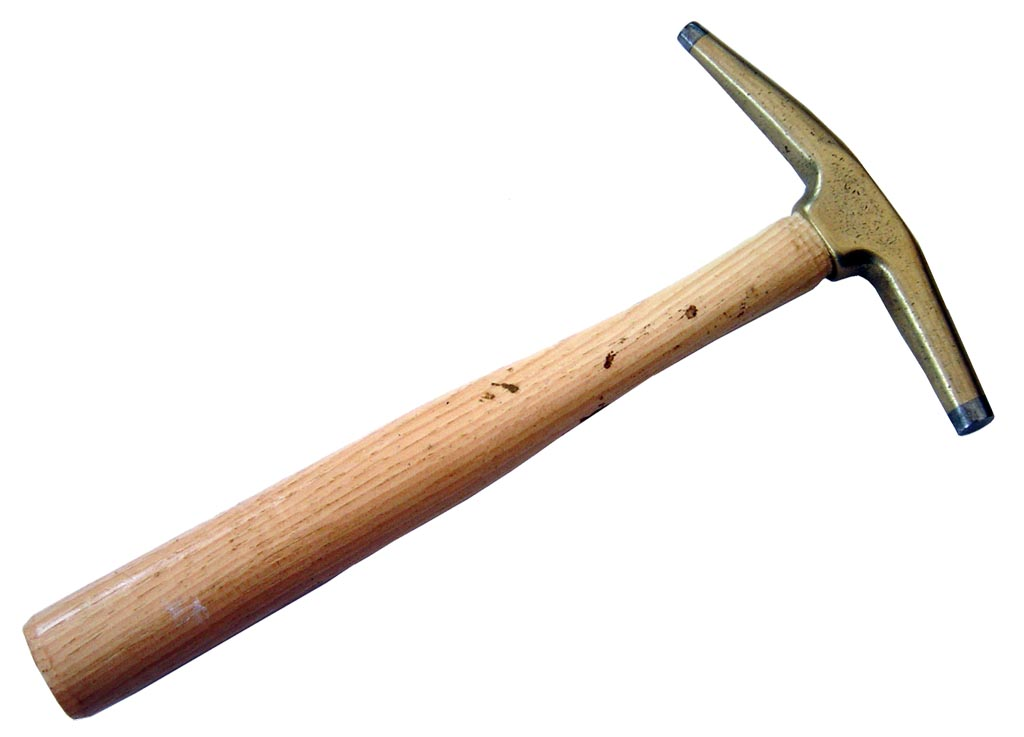
Молоток обивщика

## Устройство
Боёк молотка имеет диаметр 12–15 мм. Боёк отливается из бронзового сплава и оснащается стальными наконечниками. У многих моделей мебельных молотков одна строна бойка имеет магнитную поверхность, чтобы облегчить установку гвоздей, а другая сторона — для того чтобы их забить. Иногда магнитная сторона оснащена небольшой прорезью, чтобы закрепить гвоздь в рабочем положении. Также один конец бойка мебельного молотка может иметь форму когтя, чтобы облегчить выдёргивание гвоздей.